# إريس هوزر
إريس هوزر هي رسامة كندية، ولدت في 1956 في كرانبروك في كندا.